# ギル・ノートン
ギル・ノートン(Gil Norton)は英国の音楽プロデューサーである。これまでにピクシーズ、フー・ファイターズ、ジミー・イート・ワールド、フィーダーなどのアルバムをプロデュースしている。

## 主なプロデュース作品
- ピクシーズ ドリトル (1989)、ボサノヴァ (1990)、トゥロンプ・ル・モンド (1991)
- フー・ファイターズ ザ・カラー・アンド・ザ・シェイプ (1997)、エコーズ、サイレンス、ペイシェンス・アンド・グレイス (2007)
- ダッシュボード・コンフェッショナル ア・マーク、ア・ミッション、ア・ブランド、ア・スカー (2003)
- ジミー・イート・ワールド フューチャーズ (2004)
- フィーダー エコー・パーク (2001)、コンフォート・イン・サウンド (2002)、プッシング・ザ・センシズ (2005)
- ゴメス ハウ・ウィ・オペレイト (2006)
- カウンティング・クロウズ リカヴァリング・ザ・サテライツ (1996)、Saturday Nights & Sunday Mornings (2008)
- パティ・スミス ガン・ホー (2000)
- ツイン・アトランティック フリー (2011)